# Ash Brannon
Ashton « Ash » Brannon est un réalisateur et scénariste américain né en 1969.

## Filmographie

### Réalisation et scénario
- 1999 : Toy Story 2 co-réalisation avec John Lasseter et Lee Unkrich
- 2007 : Les Rois de la glisse réalisation avec Chris Buck et scénario avec Don Rhymer, Christopher Jenkins et Chris Buck
- 2016 : Rock Dog réalisation, scénario, storyboard et histoire originale

### Animation
- 1995 : Toy Story directeur de l’animation et artiste de l’histoire
- 1998 : 1 001 Pattes artiste de l’histoire
- 1999 : Toy Story 2 animateur